# Sigmabaryon
Sigmabaryoner (även Σ-baryoner) är en familj av baryoner som har en  laddning på +2, +1, 0 eller −1. Precis som alla andra baryoner innehåller sigmabaryonerna tre kvarkar: två upp (uu), en upp och en ner (ud) eller två nerkvarkar (dd), och en tredje kvark som kan vara antingen en särkvark (vilket skapar sigmapartiklarna: Σ+, Σ0, Σ−), en charmkvark (symboliseras Σ++c, Σ+c, Σ0c), en bottenkvark (symboliseras Σ+b, Σ0b, Σ−b) eller en toppkvark (symboliseras Σ++t, Σ+t, Σ0t). Toppsigman kan inte förväntas observeras eftersom standardmodellen förutsäger att toppkvarkens medellivslängd är cirka 5×10-25 s. Det är ungefär 20 gånger kortare tid än tidsskalan för den starka växelverkan och därför bildar den inte hadroner.